# Neige (Musiker)

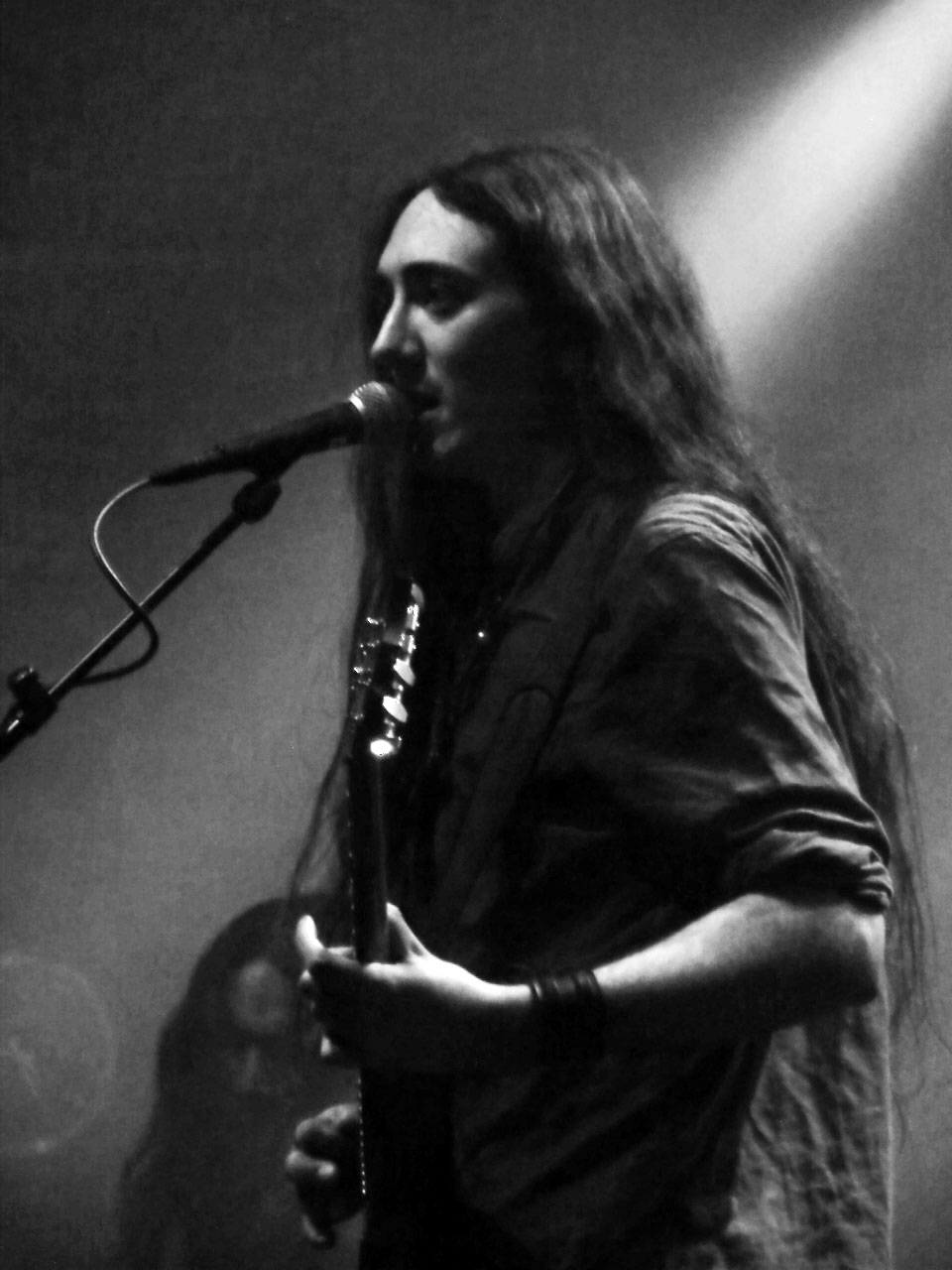
Neige, 2011

Stéphane Paut (* 15. April 1985 in Bagnols-sur-Cèze), bekannt unter dem Pseudonym Neige (frz. Schnee), ist ein französischer Metal-Sänger. Er ist vor allem durch sein Schaffen mit Alcest bekannt.

## Leben
Stéphane Paut wurde am 15. April 1985 in Bagnols-sur-Cèze geboren. Im Alter von 14 Jahren begann er mit dem Spielen von Musik. Seine Kindheit verbrachte er größtenteils alleine. Paut lebt in Paris.

## Karriere
Paut erreichte erstmals im Jahr 2000 Bekanntheit, als er in der französischen Black-Metal-Band Peste Noire als Schlagzeuger aktiv war. Diese wird seit jeher kontrovers diskutiert, da sie sich im rechtsextremen Umfeld des Black Metal, dem National Socialist Black Metal, befindet. Neige spielte bis Mitte der 2000er-Jahre bei Peste Noire, mit der er Demos veröffentlichte. Auch nach seinem Ausstieg war er in einzelnen Liedern der Gruppe zu hören.
In seiner aktiven Zeit bei Peste Noire gründete er das Musikprojekt Alcest, das sich zu Beginn ebenfalls dem Black Metal zugehörig wähnte, inzwischen aber Blackgaze spielt. Bis heute erschienen mehrere Demos, EPs und sechs Studioalben. Weitere Gruppen, an denen Neige beteiligt war, sind Mortifera, Phest, Glaciation und Amesoeurs. Als Gastmusiker hatte er unterem Auftritte bei Lantlôs, Old Silver Key, Deafheaven, Empyrium sowie Harakiri for the Sky.

## Ideologie
Aufgrund seiner Aktivität in der umstrittenen Metal-Band Peste Noire wurde Neige des Öfteren als rechtsgesinnter Musiker bezeichnet. Vor allem der Titel der 2001 veröffentlichten Demo Aryan Supremacy und diverse Statements besagter Band ließen die Fronten zwischen dem Musiker und diversen Musikmagazinen verdichten. Nachdem das deutsche Label Prophecy Productions Neiges Musikprojekt Alcest unter Vertrag nahm, meldete sich Neige zu Wort und erklärte, nie ein aktiver Teil bei Peste Noire gewesen zu sein und dementsprechend nicht an dem Schreiben der Texte teilgenommen zu haben. Er sagte, dass er nicht in der Ideologie der Band eingebunden gewesen sei:

“I never was involved in any way with any political, racist or xenophobic ideologies. I was just a musician in Peste Noire, most of the time session musician, I never took part of the lyrics or philisophy of the band. At the "Aryan Supremacy" period I was 15 years old and I didn't think about the consequence of recording some music with that band, it always was just musical participation for me. Alcest has NOTHING to do with any hate-based philosophy like racism and as a person I am absolutely NOT into nazism, racism and such ideologies.”

„Ich war nie und in keiner Weise in irgendwelche politischen, rassistischen oder fremdenfeindlichen Ideologien eingebunden. Ich war bei PESTE NOIRE lediglich ein Musiker, die meiste Zeit auch nur Session Musiker, ich habe nie an den Texten oder der Philosophie der Band partizipiert. Zur Zeit von "Aryan Supremcy" war ich 15 Jahre alt und ich dachte nicht über die Konsequenzen darüber nach, mit dieser Band Musik aufzunehmen, es war immer nur eine rein musikalische Teilnahme für mich. ALCEST hat NICHTS mit irgendeiner auf Hass basierenden Philosophie zu tun und als Person selber habe ich nichts mit Nazitum, Rassismus und solchen Ideologien zu tun.“

Im Bezug auf das Thema Nationalstolz antwortete Neige auf eine Frage in einem 2011 geführten Interview mit Metal.de, dass einige Menschen in Deutschland ein gewisses Schamgefühl hätten und zurecht auf das zurückblickten, was die Gräueltaten der Nationalsozialisten angerichtet hätten. Dennoch bezeichnete er die sogenannte Nazi-Paranoia ebenfalls als ein hirnloses Extrem.
Neige stellt sich öffentlich als eine spirituelle und naturbezogene Person dar. In einem Interview mit dem britischen Metal Hammer beschrieb er, dass Spiritualität und Religion nichts gemeinsam hätten, sondern im Gegensatz zueinander stünden. Das liege vor allem daran, dass die Religion vorschreibe, woran man zu glauben habe, auch wenn dies komplett irrational sei.

## Diskografie

### Mit Alcest
- → Hauptartikel: Alcest

### Mit Peste Noire
- 2001: Aryan Supremacy (Demo)
- 2002: Macabre Transcendance... (Demo)
- 2003: Phalènes et Pestilence – Salvatrice Averse (Demo)
- 2005: Phalènes et Pestilence (Demo)

### Mit Phest
- 2003: L'immobile
- 2004: Harmonia

### Mit Amesoeurs
- → Hauptartikel: Amesoeurs

### Mit Glaciation
- 2012: 1994 (EP)

### Mit Mortifera
- 2003: Complainte d'une Agonie Celeste (EP)
- 2004: Vastiia Tenebrd Mortifera

### Mit Lantlôs
- 2010: Neon
- 2011: Agape

### Mit Old Silver Key
- 2011: Tales of Wanderings

### Als Gastmusiker
- 2013: Gastgitarrist in Into the Pantheon von Empyrium
- 2013: Gastgesang in Sunbather von Deafheaven
- 2015: Gastgesang in Æther von Deluge
- 2017: Gastgesang in "Laniakea Dances (Soleils Couchants)" von Heretoir
- 2019: Gastgesang in "Radiance" von ISON
- 2019: Gastgesang in "Forgotten Paths" von Saor
- 2020: Gastgesang in Sing For The Damage We've Done von Harakiri For The Sky